# NGC 131
NGC 131은 물고기자리 방향에 있는 나선 은하이다.

## 같이 보기
- 신판일반목록